# Фибёк, Франц Артур
Франц А́ртур Фи́бёк (нем. Franz Artur Viehböck; род. 24 августа 1960, Вена, Австрия) — первый космонавт из Австрии.

## Биография
Стартовал 2 октября 1991 года на КК «Союз ТМ-13». Десятая долговременная экспедиция на станции «Мир». Вместе с ним в экипаж входили Александр Волков — командир и Токтар Аубакиров — космонавт-исследователь, первый космонавт - этнический казах (последний советский космонавт). Франц Фибёк — космонавт-исследователь. За время пребывания на «Мире» провёл 15 научных экспериментов в области космической медицины, физики и космической техники. 10 октября Аубакиров и Фибёк вернулись на Землю на «Союзе ТМ-12», командиром при посадке был Анатолий Арцебарский.
В течение следующих двух лет читал лекции и проводил информационные мероприятия о миссии от имени австрийского правительства. Затем работал в Rockwell International в США и был назначен директором по международному развитию бизнеса корпорации в Вене после того, как Rockwell была поглощена Boeing. Позже стал техническим директором земли Нижняя Австрия. С 2004 года занимал должность главного технического директора по технологиям и развитию персонала в Berndorf AG в Берндорфе (где и проживает). В апреле 2015 был избран в Наблюдательный совет AMAG в Рансхофене.
Женат, есть дочь — Карина, родилась во время его космической миссии и трое сыновей.
Стоимость полёта составила 85 млн австрийских шиллингов.

## Награды
- Командорский крест I степени Почётного знака «За заслуги перед Австрийской Республикой» (1991).
- Орден Дружбы народов (10 октября 1991 года, СССР) — за успешное осуществление космического полёта на орбитальном научно-исследовательском комплексе «Мир», большой вклад в укрепление взаимопонимания, дружбы и доверия между народами Советского Союза и Австрийской Республики[3].
- Медаль «За заслуги в освоении космоса» (12 апреля 2011 года, Россия) — за большой вклад в развитие международного сотрудничества в области пилотируемой космонавтики[4].
- Нагрудный знак МИД России «За взаимодействие» (2021)[5].